# Corredor elevat del carrer Riudecols
El Corredor elevat del carrer Riudecols és una obra de Tarragona protegida com a Bé Cultural d'Interès Local.

## Descripció
Es tracta d'un pas sobre elevat construït amb estructura de fusta que enllaça una casa situada a costat i costat del carrer Riudecols.
Element singular dins l'urbanisme de la part alta de Tarragona. Té relació a una lògia toscana associada amb la casa.